# Мауро Алмейда
Мауро Алешандре да Сілва Алмейда (порт. Mauro Alexandre de Silva Almeida; нар. 29 січня 1982, Візеу, Португалія) — португальський футболіст, захисник.

## Життєпис
Вихованець молодіжної академії «Порту», але через величезну конкуренцію в першій команді проявити себе не зміг. У дорослому футболці дебютував у сезоні 2001/02 років у клубі «Академіку» (Візеу). Наступні два сезони провів відповідно в «Спортінгу» (Ковілья) та «Ештрела» (Амадора). У січні 2004 року перейшов до «Зволле», де грав півтора роки. Потім перебрався до австрійського «Пашинга», але вже незабаром після цього опинився в болгарському «Вихрені», який залишив достроково. У 2007 році приєднався до тренувальних зборів англійського клубу «Аккрінгтон Стенлі», які проходили в Іспанії. Наприкінці року залишив команду.
Наприкінці серпня 2007 року перейшов у «Свіндон Таун». У новій команді дебютував 4 вересня того ж року в поєдинку Трофею Футбольної ліги проти «Брентфорда». 27 лютого 2008 року, після короткострокового перегляду, ірландський «Слайго Роверз» оголосив про підписання контракту з Мауро Алмейдою.
У червні 2009 року, після травми, яка поставила питання про подальшу кар'єру португальця, залишив команду. Пропустив півроку через відновлення від травми. 24 лютого 2010 року, після короткострокового перегляду, «Слайго Роверз» оголосив про повернення Алмейди до команди. Встиг зіграти 6 матчів у чемпіонаті Ірландії, в яких відзначився 1 голом. Після цього залишив команду та 2011 року повернувся до країни свого походження, Анголи. Виступав за клуби «Інтер» (Луанда), «Насьйонал де Бенгела», «Саграда Есперанса» та «Рекреатіву ду Ліболу». Футбольну кар'єру завершив 2016 року в ангольському клубі «Прогрешшу да Лунда Сул» (Сауримо).